# Silver Lake (Kansas)
Silver Lake – miasto w Stanach Zjednoczonych, w stanie Kansas, w hrabstwie Shawnee.